# Katarzyna Wąsowska
Katarzyna Wąsowska, z d. Walawender (ur. 3 czerwca 1982 w Jarosławiu) – polska siatkarka występująca na pozycji przyjmującej. Obecnie jest pierwszym trenerem drużyny WTS Solna Wieliczka.

## Kluby
| Klub                               | Kraj   | Lata gry    |
| ---------------------------------- | ------ | ----------- |
| TS Wisła Kraków                    | Polska | 2019 - 2020 |
| Ekstrim Gorlice                    | Polska | 2014 - 2016 |
| Armatura Eliteski Skawa UE Kraków  | Polska | 2011 - 2012 |
| KS Piecobiogaz Murowana Goślina    | Polska | 2010 - 2011 |
| Enion Energia MKS Dąbrowa Górnicza | Polska | 2009 - 2010 |
| Pronar Zeto Astwa AZS Białystok    | Polska | 2007 - 2009 |
| AZS KSZO Ostrowiec Świętokrzyski   | Polska | 2006 - 2007 |
| UMKS Łańcut                        | Polska | 2004 - 2006 |
| Siarka Tarnobrzeg                  | Polska |             |
| Zelmer Rzeszów                     | Polska |             |
| Znicz Jarosław                     | Polska |             |

## Sukcesy
- brązowy medal mistrzostw Polski − sezon 2009/2010